# Velten
Velten è una città di 12 733 abitanti del Brandeburgo, in Germania.

Appartiene al circondario dell'Oberhavel.

## Società

### Evoluzione demografica
- Sviluppo della popolazione dal 1875 entro gli attuali confini (Linea Blu: Popolazione; Linea puntata: Confronto dello sviluppo della popolazione dello stato del Brandenburgo; Sfondo grigio: Ai tempi del governo nazista; Sfondo rosso: Al tempo del governo comunista)
- Sviluppo recente della popolazione (Linea blu) e previsioni

| Anno | Abitanti |
| ---- | -------- |
| 1875 | 2 712    |
| 1890 | 6 017    |
| 1910 | 7 483    |
| 1925 | 7 646    |
| 1933 | 7 974    |
| 1939 | 9 753    |
| 1946 | 10 301   |
| 1950 | 10 546   |
| 1964 | 9 826    |
| 1971 | 8 959    |
| 1981 | 7 967    |

| Anno | Abitanti |
| ---- | -------- |
| 1985 | 7 727    |
| 1989 | 10 848   |
| 1990 | 10 496   |
| 1991 | 10 455   |
| 1992 | 10 385   |
| 1993 | 10 423   |
| 1994 | 10 624   |
| 1995 | 11 136   |
| 1996 | 11 820   |
| 1997 | 12 161   |

| Anno | Abitanti |
| ---- | -------- |
| 1998 | 12 013   |
| 1999 | 11 971   |
| 2000 | 12 118   |
| 2001 | 12 044   |
| 2002 | 11 930   |
| 2003 | 11 713   |
| 2004 | 11 475   |
| 2005 | 11 446   |
| 2006 | 11 419   |
| 2007 | 11 502   |

| Anno | Abitanti |
| ---- | -------- |
| 2008 | 11 640   |
| 2009 | 11 789   |
| 2010 | 11 858   |
| 2011 | 11 527   |
| 2012 | 11 569   |
| 2013 | 11 569   |
| 2014 | 11 718   |
| 2015 | 11 766   |
| 2016 | 11 815   |
| 2017 | 11 838   |

| Anno | Abitanti |
| ---- | -------- |
| 2018 | 11 965   |
| 2019 | 12 179   |
| 2020 | 12 296   |

Fonti dei dati sono nel dettaglio nelle Wikimedia Commons..

## Amministrazione

### Gemellaggi
Velten è gemellata con:
- Grand-Couronne, dal 1965
- Seelze
- Mosina
- Bühl